# Oskar Rundqvist
Oskar Jonas Peter Rundqvist, född den 30 oktober 1883 i Algutsboda församling, Kronobergs län, död den 28 oktober 1980 i Lund, var en svensk ämbetsman. Han var bror till Anton och Josef Rundqvist.
Rundqvist avlade studentexamen i Växjö 1904 och kansliexamen vid Lunds universitet 1907. Han blev landskontorist i Västernorrlands län 1910, kronofogde i Lappmarks fögderi 1917 och länsassessor i Västernorrlands län samma år. Rundqvist var landskamrerare i Örebro län 1931–1948. Han blev riddare av Vasaorden 1927 och av Nordstjärneorden 1936 samt kommendör av andra klassen av sistnämnda orden 1947.